# Pont de Neuville (stacja metra)
Pont de Neuville – stacja metra w Lille, położona na linii 2. Znajduje się w miejscowości Tourcoing. 
Została oficjalnie otwarta 27 października 2000.